# Корпан Микола Миколайович
Мико́ла Микола́йович Ко́рпан (* 1956) — український кріохірург, доктор медичних наук, професор, очільник клініки «Rudolfinerhaus», лауреат Державної премії України в галузі науки і техніки (2017).

## Життєпис
Народився 1956 року в селі Гузіїв (сучасна Болехівська міська рада, Івано-Франківська область). 1976 року закінчив Івано-Франківське медичне училище (кваліфікація фельдшер).
1982 року закінчив Київський медичний інститут (вчився у Володимира Земскова), в якому й працював до 1992-го.
1990 року захистив дисертацію доктора медичних наук.
Стажувався у клініках Західної Європи та США. Є першим українським лікарем-стипендіатом в Австрії; співорганізатор Європейського товариства кріохірургії (2000).
Від 1995 року мешкає у Відні.
1997 року здобув вчене звання професора. Того ж року заснував і очолив Міжнародний інститут кріохірургії.
В 2004 році лікував Президента України Віктора Ющенка.
Напрями наукових зацікавлень: загальна хірургія, хірургія онкології та кріохірургія.
Досліджував проблеми застосування низьких температур у хірургії й онкології.
Є розробником нові приладів та методів для лікування гострих запальних процесів гепатопанкреатобіліарної зони.
Впровадив у практику кріогенну біопсію пухлин та методику лікування раку з використанням дозованих наднизьких температур.
Відкрив та описав
- феномен кріохірургії васкулярної пухлини (так званий феномен місячного затемнення)
- екзогенні провокації в живих системах
- фазові процеси дії низьких температур на живу матерію.

За його редакцією видано «Atlas of Cryosurgery and Basics of Cryosurgery» (2001).
Є автором понад 200 наукових праць.
Нагороди та відзнаки:
- приз «Золота фортуна» (2001)
- кавалер бельгійського ордену (2002)
- «Людина року» Американського біографічного інституту міжнародних досліджень (2003)
- Золота медаль та Міжнародна премія «Victoria Award» (Брюссель, 2002)
- Золота медаль за найкращий винахід на 32-й Міжнародній виставці технічних винаходів і нових технологій (Женева, 2004)
- Золотий почесний хрест «За медично-наукові досягнення» (Австрія, 2006)
- 2006 року нагороджений орденом «За заслуги» 3-го ступеня
- Лауреат Державної премії України в галузі науки і техніки 2017 року — за роботу «Кріотермохірургічні методи та апаратура для лікування онкологічних захворювань органів черевної порожнини»; співавтори Красносельський Микола Віллєнович, Лещенко Володимир Миколайович, Литвиненко Олександр Олександрович, Сандомирський Борис Петрович (посмертно), Сушко Віктор Олександрович, Худецький Ігор Юліанович.
- Почесний знак «За заслуги перед Австрійською Республікою»
- відзнака Оксфордського університету — золота медаль Марії Кюрі «За значний внесок у хірургію».